# Euchrysops asopus
Euchrysops asopus är en fjärilsart som beskrevs av Carl Heinrich Hopffer 1855. Euchrysops asopus ingår i släktet Euchrysops och familjen juvelvingar. Inga underarter finns listade i Catalogue of Life.